# Hollywood/Highland (Metro de Los Ángeles)
Hollywood/Highland es una estación subterránea en la línea B del Metro de Los Ángeles y es administrada por la Autoridad de Transporte Metropolitano del Condado de Los Ángeles. La estación se encuentra localizada en Hollywood Boulevard y Highland Avenue en el Hollywood, California. Sobre el Ocio Hollywood and Highland Center.

## Conexiones de autobús
Servicios del Metro
- Metro Local: 156, 210, 212, 217, 222, 312, 656
- Metro Rapid: 780

Otros servicios locales
- LADOT DASH: Hollywood, Hollywood/West Hollywood